# Rots
Rots [ʁo]  est une commune française située dans le département du Calvados en région Normandie, peuplée de 2 541 habitants.
Le 1er janvier 2016, elle est créée avec le statut de commune nouvelle, issue de la fusion de trois communes : l'ancienne commune de Rots, Lasson et Secqueville-en-Bessin qui deviennent des communes déléguées.

## Géographie
La commune est en plaine de Caen, aux portes du Bessin, intégrée à l'unité urbaine de Caen au sens de l'Institut national de la statistique et des études économiques. Son bourg est à 10 km à l'ouest de Caen, à 13 km au sud de Creully, à 14 km à l'est de Tilly-sur-Seulles et à 20 km au sud-est de Bayeux.
La commune est facilement accessible par la nationale 13 reliant Caen et Bayeux.
La commune est desservie par la ligne 30 des bus verts du Calvados. Une des branches de la ligne 20 du réseau Twisto dessert la commune (Rots Bonny ou Authie Jacques Cartier - Cambes Le Parc)
| Cully, Sainte-Croix-Grand-Tonne | Le Fresne-Camilly               | Thaon, Cairon                             |
| Bretteville-l'Orgueilleuse      | Rots                            | Rosel, Authie                             |
| Saint-Manvieu-Norrey            | Saint-Manvieu-Norrey, Carpiquet | Saint-Germain-la-Blanche-Herbe, Carpiquet |

### Hydrographie
La commune est située dans le bassin Seine-Normandie. Elle est drainée par la Thue, la Mue, la Chironne, des bras de la Mue et divers autres petits cours d'eau,.
La Thue, d'une longueur de 12 km, prend sa source dans la commune de Thue et Mue et se jette  dans la Seulles à Ponts sur Seulles, après avoir traversé six communes. 
La Mue, d'une longueur de 22 km, prend sa source dans la commune de Thue et Mue et se jette  dans la Seulles à Reviers, après avoir traversé dix communes. 

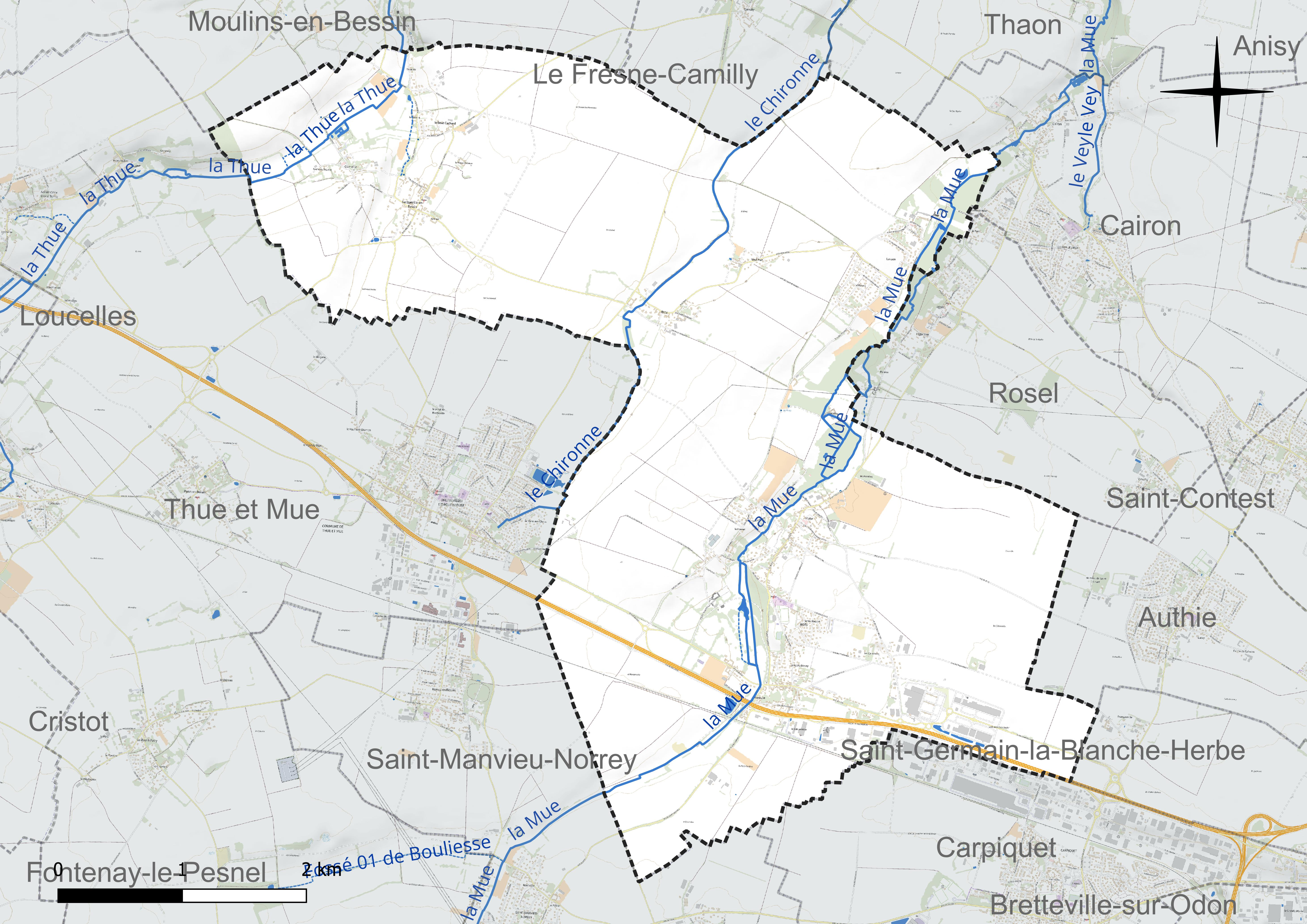
Réseau hydrographique de Rots.

### Climat
Pour des articles plus généraux, voir Climat de la Normandie et Climat du Calvados.
En 2010, le climat de la commune est de type climat océanique altéré, selon une étude du CNRS s'appuyant sur une série de données couvrant la période 1971-2000. En 2020, Météo-France publie une typologie des climats de la France métropolitaine dans laquelle la commune est exposée à un climat océanique et est dans la région climatique Normandie (Cotentin, Orne), caractérisée par une pluviométrie relativement élevée (850 mm/a) et un été frais (15,5 °C) et venté. Parallèlement le GIEC normand, un groupe régional d'experts sur le climat, différencie quant à lui, dans une étude de 2020, trois grands types de climats pour la région Normandie, nuancés à une échelle plus fine par les facteurs géographiques locaux. La commune est, selon ce zonage, exposée à un « climat des plateaux abrités », correspondant à la plaine agricole de Caen à Falaise, sous le vent des collines de Normandie et proche de la mer, se caractérisant par une pluviométrie et des contraintes thermiques modérées.
Pour la période 1971-2000, la température annuelle moyenne est de 10,6 °C, avec  une amplitude thermique annuelle de 12 °C. Le cumul annuel moyen de précipitations est de 747 mm, avec 11,9 jours de précipitations en janvier et 7,6 jours en juillet. Pour la période 1991-2020, la température moyenne annuelle observée sur la station météorologique la plus proche, située sur la commune de Carpiquet à 3 km à vol d'oiseau, est de 11,5 °C et le cumul annuel moyen de précipitations est de 740,3 mm,. Pour l'avenir, les paramètres climatiques de la commune estimés pour 2050 selon différents scénarios d'émission de gaz à effet de serre sont consultables sur un site dédié publié par Météo-France en novembre 2022.

## Urbanisme

### Typologie
Au 1er janvier 2024, Rots est catégorisée commune rurale à habitat dispersé, selon la nouvelle grille communale de densité à 7 niveaux définie par l'Insee en 2022.
Elle appartient à l'unité urbaine de Caen, une agglomération intra-départementale dont elle est une commune de la banlieue,. Par ailleurs la commune fait partie de l'aire d'attraction de Caen, dont elle est une commune de la couronne,. Cette aire, qui regroupe 296 communes, est catégorisée dans les aires de 200 000 à moins de 700 000 habitants,.

## Toponymie
Le nom de la localité est attesté sous la forme Rausus en 876,.
Du germanique raus ou directement de l'ancien français ros issu du germanique raus « roseau », tout comme Rosel, Le Rozel ou Rosay. En effet, « le Calvados contient un grand nombre de marais tourbeux, comme celui de Rots (village dans les marais de la Mue), de Bellengreville, de Troarn; qui présentent un tissu spongieux, formé de mousse, de roseaux, de joncs, de racines, de feuilles et de tiges végétales ».
Le gentilé est Rotier.

## Histoire
L'histoire de Rots est une synthèse des informations contenues dans les articles des communes déléguées dont elle est issue.
Rots était le lieu de villégiature de la reine Mathilde de Flandre, duchesse de Neuilly et épouse du duc de Normandie et roi d'Angleterre Guillaume le Conquérant[réf. nécessaire].

## Politique et administration
| Nom                             | Code Insee | Intercommunalité     | Superficie (km2) | Population (dernière pop. légale) | Densité (hab./km2) |
| ------------------------------- | ---------- | -------------------- | ---------------- | --------------------------------- | ------------------ |
| Rots (commune déléguée) (siège) | 14543      | Caen la Mer          | 12,22            | 1 410 (2021)                      | 115                |
| Lasson                          | 14356      | CC Entre Thue et Mue | 4,02             | 661 (2022)                        | 164                |
| Secqueville-en-Bessin           | 14670      | CC Entre Thue et Mue | 7,16             | 450 (2022)                        | 63                 |

### Liste des maires

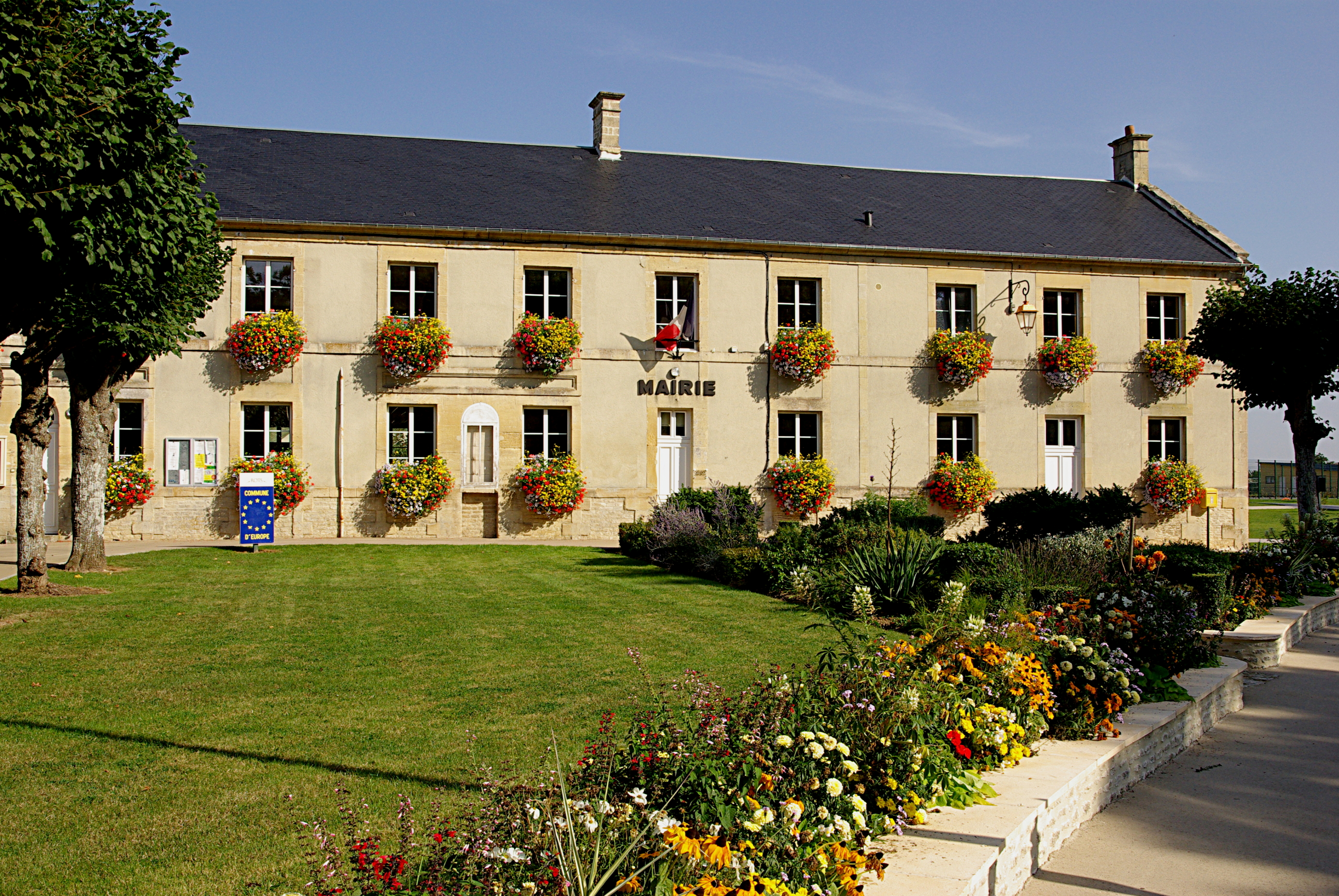
La mairie.

| Période        | Période     | Identité           | Étiquette | Qualité                                          |
| -------------- | ----------- | ------------------ | --------- | ------------------------------------------------ |
| 4 janvier 2016 | 28 mai 2020 | Jacques Virlouvet  | SE        | Chef d'entreprise                                |
| 28 mai 2020    | En cours    | Michel Bourguignon | SE        | Cadre en retraite Ancien maire délégué de Lasson |

### Jumelages
- Newton-Saint-Cyres (en) (Royaume-Uni) depuis 1992.

## Population et société

### Démographie
L'évolution du nombre d'habitants est connue à travers les recensements de la population effectués dans la commune depuis sa création.
En 2022, la commune comptait 2 541 habitants, en évolution de +5,52 % par rapport à 2016 (Calvados : +1,58 %, France hors Mayotte : +2,11 %).
| 2014  | 2015  | 2016  | 2021  | 2022  |
| ----- | ----- | ----- | ----- | ----- |
| 2 397 | 2 404 | 2 408 | 2 508 | 2 541 |

## Culture locale et patrimoine

### Lieux et monuments
- Église Saint-Ouen de Rots
- Église Saint-Pierre de Lasson.
- Église Saint-Sulpice de Secqueville-en-Bessin.

### Héraldique
| Blason de Rots | Blason  | De gueules à cinq léopards d'or rangés en deux pals, trois à dextre et deux à senestre. |
| Blason de Rots | Détails | Les léopards d'or sur champ de gueules rappellent les armes de la Normandie.            |